# Centenarina
Centenarina, en ocasiones erróneamente denominado Centenaria, es un género de foraminífero bentónico considerado un sinónimo posterior de Triplasia de la subfamilia Flabellammininae, de la familia Lituolidae, de la superfamilia Lituoloidea, del suborden Lituolina y del orden Lituolida. Su especie tipo era Centenarina hungarica. Su rango cronoestratigráfico abarcaba el Rupeliense inferior (Oligoceno inferior).

## Discusión
Clasificaciones previas hubiesen incluido Centenarina en el suborden Textulariina del orden Textulariida, o en el orden Lituolida sin diferenciar el suborden Lituolina.

## Clasificación
Centenarina incluía a la siguiente especie:
- Centenarina hungarica †